# اتحاد ميلان الرياضي
Union Sportiva Milanese كان نادي كرة قدم إيطالي من مدينة ميلانو تأسس في 16 يناير 1902. الملقب ب Gli scacchi ( the checkerboard ) نسبة لقميصهم، و في عام 1928 تم دمج النادي مع فريق إنتر الفريق الثالث لمدينة ميلان بعد إي سي ميلان و إتحاد ميلان الرياضي و قد أجبر على هذا القرار الصادر من الحكومة الفاشية آنذاك ليشكلا ما يسمى أمبروزيانا إنتر
وكان الإندماج بطلب من إدارة الإنتر للحكومة الفاشية و طالبت بالتعجيل و الإسراع في قبول الطلب لما كان يعيشه النادي من نتائج سلبية و تفاديا للهبوط في المواسم المقبلة و خاصة أن هذا النادي كان يضم مجموعة من اللاعبين المتميزين الذين أفادوا إنتر ميلان و جلبوا له بطولة أول موسم الدوري الإيطالي 1929–30.
شكل هذا الإندماج حدث فارق في تاريخ إنتر ميلان فعلى الرغم من أنه أنهى تاريخ هذا النادي إلا أن لولاه لكان الإنتر في أزمة في تلك الفترة

## تاريخ النادي
التأسيس
تأسس النادي في ميلانو في 16 يناير 1902 في قاعات كافيه فيردي في بورتا نوفا من قبل مجموعة من الأصدقاء المرحين والصاخبين الذين يجتمعون كل ليلة للعب لعبة الورق والبلياردو المعتادة. قررت المجموعة التي شكلها حوالي عشرين رفيقا بقيادة جيلبرتو مارلي ورومولو بوني وأمبروجيو فيراريو تأسيس نادي رياضي وإعطائه اسما مهما: إتحاد ميلانو الرياضي
شكل هذا النادي إلى جانب إي سي ميلان ممثلي إقليم لومبارديا في مسابقة الدوري الايطالي، فكان إي سي ميلان أول فريق من الإقليم يلعب في الدوري الإيطالي في موسم 1900 ثم تلاه نادي إتحاد ميلان الرياضي في الدوري الإيطالي موسم 1905 و مثل لومبارديا بعد فوزها على إي سي ميلان 10-9 في مجموع المبارتين إلا أنه رغم التأهل إحتل المركز الأخير في المجموعة النهائية خلف يوفنتوس وجنوى، في موسم 1906 فشل في تحقيق التأهل بعد خسارته من إي سي ميلان 6-4 في المجموع، و في الدوري الإيطالي موسم 1907 أيضا بعد الخسارة أمام نفس الفريق 0-7 في المجموع، بعدها بموسم حقق التأهل و كذا المركز الثاني في المجموعة لينال أفضل إنجاز له و هو حصد الوصافة، في الدوري الإيطالي موسم 1909 نال صدارة مجموعة لومبارديا التي ضمت إي سي ميلان وإنتر ميلان و سجل أكبر فوز في نصف النهائي آنذاك بنتيجة 3-18 ضد فينيزيا 7-1 في الذهاب و 11-2 في الإياب إلا أنها لم تغن عنه فقد خسر النهائي 4-2

## سنوات الضياع
بعد النظام الجديد الي جعل كل الأندية موحدة في دوري واحد موسم 1909/1910. تراجع مستوى النادي و احتل المركز السادس في الدوري، و نال المركز 8 ( ما قبل الاخير) في مواسم 1910/1911 و 1911/1912 و 1912/1913 و تحقيق المركز الرابع في دوري 1913/1914 و الثالث في السنة التالية
في موسم 1921/192 نال المركز الثامن و بعدها بعام فشل في ضمان البقاء و نزل للقسم الثاني رغم توفره على لاعبين ممتازين من حيث الجودة كأمثال :
Arturo Boiocchi	و Francesco Buglio		و Emilio Buttarelli و Mario De Simoni و غيرهم

## الإندماج
يعد الإندماج من بين الامور المعقدة نظرا لتعدد الآراء حوله فمشجعو إنتر يقولون أنه فرض عليهم الإندماج سنة 1928 بقرار من النظام الفاشي آنذاك، و فئة تقر على أن القرار كان في حق الاتحاد و هذا بوثائق صادرة من قلب الإتحاد الإيطالي لكرة القدم ( FIGC )
و بين هذا وذاك، تعتبر رواية الفئة التانية هي الأقرب للواقع فنادي الإتحاد كان يعيش فترة صعبة بعد هبوطه و كذلك الحال إنتر حقق المركز ما قبل الأخير موسم 1926/1927 و حقق العبور بإحتلال المركز الرابع بفارق بضع نقاط في موسم 1927/1928 و شهد نادي الإتحاد ظهور لاعبين ممتازين كما سبق مثل : Arturo Boiocchi	و Francesco Buglio	و Emilio Buttarelli و Mario De Simoni
و كان مستوى الإنتر في هبوط و كان بحاجة للاعبين لسد النقص الذي يصيبه كما صدر مرسوم عن الإتحاد الإيطالي لكرة القدم فيه :
" في غضون ذلك ، أنشأ النظام في ميلانو عام 1927 هيئة الرياضة الإقليمية الفاشية (ESPF) ، وعين رينو بارنتي رئيساً وإرنستو توريسيو (الذي أصبح في هذه الأثناء نائب رئيس بلدية ميلانو) أميناً. أمر الاتحاد الأوروبي لكرة القدم (ESPF)، امتثالاً للتوجيهات الصادرة عن النظام الذي نص على تخفيض عدد أندية كرة القدم في أعلى الفئات الوطنية، بدمج نادي اتحاد ميلان الإيطالي وإنترناسيونالي، ووضع المفوض إرنستو توريسيو مسؤولاً عن الشركة الجديدة الناتجة عن الاندماج “
و قول جماهير الإنتر أن الإندماج كان إجباريا و رفضه يؤدي لعقوبات من طرف النظام الفاشي فهذا غير صحيح، فالإجبار كان موجه للإتحاد و ليس الإنتر بإعتباره النواة الرئيسية لهذا الإندماج و الإجبار كان من طرف إنتر والاتحاد الايطالي لكرة القدم و التهديد تمثل في عزل النادي عن كرة القدم نهائيا، و بإفتراض الإنتر مجبر و بإعتباره نادي يمارس في الدرجة الأولى من حقه الرفض فهناك عدة أندية مثل لاتسيو الذي طلب منه الإندماج فرفض دون أدنى عقوبة
الإندماج خدم إنتر ميلان أكثر من إتحاد ميلان الرياضي و كان من نتائجه نهاية نادي كان من أوائل المشاركين في البطولة و دخوله في إندماج كان سبب مباشر في جعله من الذاكرة الإيطالية